# Steiner Rezső (festő)
Steiner Rezső, della Pietra, Rudolf (Fertőfehéregyháza, 1854. augusztus 8. – Sopron, 1945. december 13.) festőművész. Steiner Antal festő édesapja.

## Életútja
A bécsi Művészeti Akadémia hallgatója volt. Az 1870-es években Sopronba költözött, arcmások készítésével nagy népszerűségre tett szert. 1880-tól magániskolát működtetett. 1882-ben a Műcsarnokban állította ki portréit, zsánerképeit és egyházi tárgyú képeit. Oltárképei több hazai templomban láthatók. Sümegen az 1890-es években a püspöki kastély festményeit restaurálta.